# Чук, Милош
Милош Чук (серб. Милош Ћук; род. 21 декабря 1990, Нови-Сад) — сербский ватерполист, игрок клуба «Раднички» и сборной Сербии. Двукратный чемпион Олимпийских игр 2016 и 2024 годов, чемпион мира 2015 года, четырёхкратный чемпион Европы (2012, 2014, 2016 и 2018 годов) чемпион Средиземноморских игр 2018 года.

## Карьера
На клубном уровне Милош Чук сначала играл за ВК «Войеводина», а с 2009 по 2014 год — в «Партизане». С 2014 по 2018 годы играл В Венгрии, затем в Хорватии. В 2021 году Милош присоединился к ВК «Раднички».
С 2011 года играет в сборной страны. Первым турниром для него стал чемпионат мира в Шанхае, где сербы завоевали серебряные медали. В 2012 году впервые в карьере стал чемпионом Европы.
В 2014 году вновь в составе сборной выиграл чемпионат Европы. В 2015 году в Казани на чемпионате мира в составе сборной завоевал золотую медаль, став чемпионом планеты.
Принимал участие в летних Олимпийских играх 2016 года в Бразилии, где вместе с Сербией дошёл до финала и одолев Хорватию завоевал первую золотую олимпийскую медаль.
В 2016 и 2018 годах ещё дважды становился чемпионом Европы, став четырёхкратным победителем.
На Олимпийских играх 2024 года в Париже сербы в финале встретились с Хорватией и победили 13-11. Милош Чук стал двукратным чемпионом Олимпийских игр.

## Клубные трофеи
ВК «Партизан»:
- Национальный чемпионат Сербии (3): 2009-10, 2010-11, 2011-12;
- Кубок Сербии (3): 2009-10, 2010-11, 2011-12;
- Лига Чемпионов ЛЕН (1): 2010-11;
- Суперкубок Европы (1): 2011;
- Евроинтер Лига (2): 2010, 2011.

ВК «Эгер»:
- Национальный кубок Венгрии (1): 2014-15.

ВК «Солнок»
- Национальный кубок Венгрии (1): 2017-18.

ХАВК «Младост»
- Кубок Хорватии (1): 2019—2020;
- Адриатическая лига (2): 2018-19, 2019-20.

ВК «Раднички»:
- Кубок Сербии (1): 2021—2022.